# Sharjah Tour de 2018
A 5 edição do Sharjah Tour teve lugar de 24 a 27 de janeiro de 2018. A carreira fez parte do calendário UCI Asia Tour de 2018 em categoria 2.1.

## Apresentação
O Sharjah Tour está organizado pelo Sharjah Sport Council.

### Equipas
Classificadas em categoria 2.1 da UCI Asia Tour, o Sharjah Tour é portanto aberto aos WorldTeams no limite do 50 % das equipas concorrentes, às equipas continentais profissionais, às equipas continentais e às equipas nacionais.
| Equipes profissionais Continentais (4)- Vital Concept - Wilier Triestina-Selle Italia - Delko-Marseille Provence-KTM - Vérandas Willems-Crelan Equipes Continentais (10)- Sharjah Team - Synergy Baku Project - Kinan Cycling Team - Vino-Astana Motors - Bike Aid - Sovac-Natura4Ever - Minsk Cycling Club - Interpro Stradalli - Terengganu Cycling Team - VIB Sports Equipes nacionais (5)- Uzbequistão - África do Sul - Japão - Emirados Árabes Unidos - Arábia Saudita |
| |

## Etapas
| Etapa | Data    | Percurso      | type                      | Distância (km) | Vencedor        | Líder geral   |
| ----- | ------- | ------------- | ------------------------- | -------------- | --------------- | ------------- |
| 1     | 24 jan. | Xarja – Xarja | contrarrelógio individual | 10,2           | Julien Morice   | Julien Morice |
| 2     | 25 jan. | Xarja – Xarja | etapa plana               | 151,56         | Jakub Mareczko  | Julien Morice |
| 3     | 26 jan. | Dibba – Xarja | alta montanha             | 116,7          | Salim Kipkemboi | Javier Moreno |
| 4     | 27 jan. | Xarja – Xarja | etapa plana               | 99,1           | Jakub Mareczko  | Javier Moreno |

## Desenvolvimento da carreira

### 1.ª etapa
| \| Classificação por etapas \| Classificação por etapas \| Classificação por etapas \| Classificação por etapas \| Classificação por etapas \| \| Ciclista \| Ciclista \| Equipe \| Tempo \| \| \| ------------------------ \| ------------------------ \| ----------------------------- \| ------------------------ \| ------------------------ \| \| 1. \| Julien Morice \| Vital Concept \| 12m48s \| \| \| 2. \| Gaëtan Bille \| Sovac-Natura4Ever \| + 2s \| \| \| 3. \| Kris Boeckmans \| Vital Concept \| + 4s \| \| \| 4. \| Elias Van Breussegem \| Verandas Willems-Crelan \| + 4s \| \| \| 5. \| Marco Coledan \| Wilier Triestina-Selle Italia \| + 5s \| \| \| 6. \| Michael Goolaerts \| Verandas Willems-Crelan \| + 6s \| \| \| 7. \| Nikolay Mihaylov \| Delko-Marseille Provence-KTM \| + 12s \| \| \| 8. \| Javier Moreno \| Delko-Marseille Provence-KTM \| + 18s \| \| \| 9. \| Oleksandr Golovash \| Sharjah Team \| + 19s \| \| \| 10. \| Bryan Coquard \| Vital Concept \| + 20s \| \| |                      |                               |        |
| |                      |                               |        |
| Fonte: ProCyclingStats |                      |                               |        |
| Classificação por etapas |                      |                               |        |
| Ciclista | Ciclista             | Equipe                        | Tempo  |
| 1. | Julien Morice        | Vital Concept                 | 12m48s |
| 2. | Gaëtan Bille         | Sovac-Natura4Ever             | + 2s   |
| 3. | Kris Boeckmans       | Vital Concept                 | + 4s   |
| 4. | Elias Van Breussegem | Verandas Willems-Crelan       | + 4s   |
| 5. | Marco Coledan        | Wilier Triestina-Selle Italia | + 5s   |
| 6. | Michael Goolaerts    | Verandas Willems-Crelan       | + 6s   |
| 7. | Nikolay Mihaylov     | Delko-Marseille Provence-KTM  | + 12s  |
| 8. | Javier Moreno        | Delko-Marseille Provence-KTM  | + 18s  |
| 9. | Oleksandr Golovash   | Sharjah Team                  | + 19s  |
| 10. | Bryan Coquard        | Vital Concept                 | + 20s  |

| \| Classificação geral \| Classificação geral \| Classificação geral \| Classificação geral \| Classificação geral \| \| Ciclista \| Ciclista \| Equipe \| Tempo \| \| \| ------------------- \| -------------------- \| ----------------------------- \| ------------------- \| ------------------- \| \| 1. \| Julien Morice \| Vital Concept \| 12m48s \| \| \| 2. \| Gaëtan Bille \| Sovac-Natura4Ever \| + 2s \| \| \| 3. \| Kris Boeckmans \| Vital Concept \| + 4s \| \| \| 4. \| Elias Van Breussegem \| Verandas Willems-Crelan \| + 4s \| \| \| 5. \| Marco Coledan \| Wilier Triestina-Selle Italia \| + 5s \| \| \| 6. \| Michael Goolaerts \| Verandas Willems-Crelan \| + 6s \| \| \| 7. \| Nikolay Mihaylov \| Delko-Marseille Provence-KTM \| + 12s \| \| \| 8. \| Javier Moreno \| Delko-Marseille Provence-KTM \| + 18s \| \| \| 9. \| Oleksandr Golovash \| Sharjah Team \| + 19s \| \| \| 10. \| Bryan Coquard \| Vital Concept \| + 20s \| \| |                      |                               |        |
| |                      |                               |        |
| Fonte: ProCyclingStats |                      |                               |        |
| Classificação geral |                      |                               |        |
| Ciclista | Ciclista             | Equipe                        | Tempo  |
| 1. | Julien Morice        | Vital Concept                 | 12m48s |
| 2. | Gaëtan Bille         | Sovac-Natura4Ever             | + 2s   |
| 3. | Kris Boeckmans       | Vital Concept                 | + 4s   |
| 4. | Elias Van Breussegem | Verandas Willems-Crelan       | + 4s   |
| 5. | Marco Coledan        | Wilier Triestina-Selle Italia | + 5s   |
| 6. | Michael Goolaerts    | Verandas Willems-Crelan       | + 6s   |
| 7. | Nikolay Mihaylov     | Delko-Marseille Provence-KTM  | + 12s  |
| 8. | Javier Moreno        | Delko-Marseille Provence-KTM  | + 18s  |
| 9. | Oleksandr Golovash   | Sharjah Team                  | + 19s  |
| 10. | Bryan Coquard        | Vital Concept                 | + 20s  |

### 2.ª etapa
| \| Classificação por etapas \| Classificação por etapas \| Classificação por etapas \| Classificação por etapas \| Classificação por etapas \| \| Ciclista \| Ciclista \| Equipe \| Tempo \| \| \| ------------------------ \| ------------------------ \| ----------------------------- \| ------------------------ \| ------------------------ \| \| 1. \| Jakub Mareczko \| Wilier Triestina-Selle Italia \| 3h32m33s \| \| \| 2. \| Bryan Coquard \| Vital Concept \| + 0s \| \| \| 3. \| Mohd Hariff Saleh \| Terengganu Cycling Team \| + 0s \| \| \| 4. \| Luca Pacioni \| Wilier Triestina-Selle Italia \| + 0s \| \| \| 5. \| Robin Stenuit \| Sovac-Natura4Ever \| + 0s \| \| \| 6. \| Jérémy Leveau \| Delko-Marseille Provence-KTM \| + 0s \| \| \| 7. \| Tatsuki Amagoi \| Kinan Cycling Team \| + 0s \| \| \| 8. \| Michael Goolaerts \| Verandas Willems-Crelan \| + 0s \| \| \| 9. \| Yasuharu Nakajima \| Kinan Cycling Team \| + 0s \| \| \| 10. \| Ryan Harris \| África do Sul \| + 0s \| \| |                   |                               |          |
| |                   |                               |          |
| Fonte: ProCyclingStats |                   |                               |          |
| Classificação por etapas |                   |                               |          |
| Ciclista | Ciclista          | Equipe                        | Tempo    |
| 1. | Jakub Mareczko    | Wilier Triestina-Selle Italia | 3h32m33s |
| 2. | Bryan Coquard     | Vital Concept                 | + 0s     |
| 3. | Mohd Hariff Saleh | Terengganu Cycling Team       | + 0s     |
| 4. | Luca Pacioni      | Wilier Triestina-Selle Italia | + 0s     |
| 5. | Robin Stenuit     | Sovac-Natura4Ever             | + 0s     |
| 6. | Jérémy Leveau     | Delko-Marseille Provence-KTM  | + 0s     |
| 7. | Tatsuki Amagoi    | Kinan Cycling Team            | + 0s     |
| 8. | Michael Goolaerts | Verandas Willems-Crelan       | + 0s     |
| 9. | Yasuharu Nakajima | Kinan Cycling Team            | + 0s     |
| 10. | Ryan Harris       | África do Sul                 | + 0s     |

| \| Classificação geral \| Classificação geral \| Classificação geral \| Classificação geral \| Classificação geral \| \| Ciclista \| Ciclista \| Equipe \| Tempo \| \| \| ------------------- \| -------------------- \| ----------------------------- \| ------------------- \| ------------------- \| \| 1. \| Julien Morice \| Vital Concept \| 3h45m21s \| \| \| 2. \| Gaëtan Bille \| Sovac-Natura4Ever \| + 2s \| \| \| 3. \| Kris Boeckmans \| Vital Concept \| + 4s \| \| \| 4. \| Elias Van Breussegem \| Verandas Willems-Crelan \| + 4s \| \| \| 5. \| Marco Coledan \| Wilier Triestina-Selle Italia \| + 5s \| \| \| 6. \| Michael Goolaerts \| Verandas Willems-Crelan \| + 6s \| \| \| 7. \| Nikolay Mihaylov \| Delko-Marseille Provence-KTM \| + 12s \| \| \| 8. \| Bryan Coquard \| Vital Concept \| + 14s \| \| \| 9. \| Javier Moreno \| Delko-Marseille Provence-KTM \| + 18s \| \| \| 10. \| Oleksandr Golovash \| Sharjah Team \| + 19s \| \| |                      |                               |          |
| |                      |                               |          |
| Fonte: ProCyclingStats |                      |                               |          |
| Classificação geral |                      |                               |          |
| Ciclista | Ciclista             | Equipe                        | Tempo    |
| 1. | Julien Morice        | Vital Concept                 | 3h45m21s |
| 2. | Gaëtan Bille         | Sovac-Natura4Ever             | + 2s     |
| 3. | Kris Boeckmans       | Vital Concept                 | + 4s     |
| 4. | Elias Van Breussegem | Verandas Willems-Crelan       | + 4s     |
| 5. | Marco Coledan        | Wilier Triestina-Selle Italia | + 5s     |
| 6. | Michael Goolaerts    | Verandas Willems-Crelan       | + 6s     |
| 7. | Nikolay Mihaylov     | Delko-Marseille Provence-KTM  | + 12s    |
| 8. | Bryan Coquard        | Vital Concept                 | + 14s    |
| 9. | Javier Moreno        | Delko-Marseille Provence-KTM  | + 18s    |
| 10. | Oleksandr Golovash   | Sharjah Team                  | + 19s    |

### 3.ª etapa
| \| Classificação por etapas \| Classificação por etapas \| Classificação por etapas \| Classificação por etapas \| Classificação por etapas \| \| Ciclista \| Ciclista \| Equipe \| Tempo \| \| \| ------------------------ \| ------------------------ \| ---------------------------- \| ------------------------ \| ------------------------ \| \| 1. \| Salim Kipkemboi \| Bike Aid \| 2h59m52s \| \| \| 2. \| Thomas Lebas \| Kinan Cycling Team \| + 0s \| \| \| 3. \| Javier Moreno \| Delko-Marseille Provence-KTM \| + 0s \| \| \| 4. \| Davide Rebellin \| Sovac-Natura4Ever \| + 0s \| \| \| 5. \| Eddie van Heerden \| África do Sul \| + 25s \| \| \| 6. \| Nikolay Mihaylov \| Delko-Marseille Provence-KTM \| + 37s \| \| \| 7. \| Jai Crawford \| Kinan Cycling Team \| + 37s \| \| \| 8. \| Suleiman Kangangi \| Bike Aid \| + 37s \| \| \| 9. \| Delio Fernández \| Delko-Marseille Provence-KTM \| + 37s \| \| \| 10. \| Gabriel Reguero \| VIB Sports \| + 37s \| \| |                   |                              |          |
| |                   |                              |          |
| Fonte: ProCyclingStats |                   |                              |          |
| Classificação por etapas |                   |                              |          |
| Ciclista | Ciclista          | Equipe                       | Tempo    |
| 1. | Salim Kipkemboi   | Bike Aid                     | 2h59m52s |
| 2. | Thomas Lebas      | Kinan Cycling Team           | + 0s     |
| 3. | Javier Moreno     | Delko-Marseille Provence-KTM | + 0s     |
| 4. | Davide Rebellin   | Sovac-Natura4Ever            | + 0s     |
| 5. | Eddie van Heerden | África do Sul                | + 25s    |
| 6. | Nikolay Mihaylov  | Delko-Marseille Provence-KTM | + 37s    |
| 7. | Jai Crawford      | Kinan Cycling Team           | + 37s    |
| 8. | Suleiman Kangangi | Bike Aid                     | + 37s    |
| 9. | Delio Fernández   | Delko-Marseille Provence-KTM | + 37s    |
| 10. | Gabriel Reguero   | VIB Sports                   | + 37s    |

| \| Classificação geral \| Classificação geral \| Classificação geral \| Classificação geral \| Classificação geral \| \| Ciclista \| Ciclista \| Equipe \| Tempo \| \| \| ------------------- \| -------------------- \| ---------------------------- \| ------------------- \| ------------------- \| \| 1. \| Javier Moreno \| Delko-Marseille Provence-KTM \| 6h45m27s \| \| \| 2. \| Thomas Lebas \| Kinan Cycling Team \| + 23s \| \| \| 3. \| Nikolay Mihaylov \| Delko-Marseille Provence-KTM \| + 35s \| \| \| 4. \| Salim Kipkemboi \| Bike Aid \| + 38s \| \| \| 5. \| Eddie van Heerden \| África do Sul \| + 49s \| \| \| 6. \| Quentin Pacher \| Vital Concept \| + 53s \| \| \| 7. \| Delio Fernández \| Delko-Marseille Provence-KTM \| + 55s \| \| \| 8. \| Davide Rebellin \| Sovac-Natura4Ever \| + 58s \| \| \| 9. \| Elias Van Breussegem \| Verandas Willems-Crelan \| + 1m00s \| \| \| 10. \| Gabriel Reguero \| VIB Sports \| + 1m01s \| \| |                      |                              |          |
| |                      |                              |          |
| Fonte: ProCyclingStats |                      |                              |          |
| Classificação geral |                      |                              |          |
| Ciclista | Ciclista             | Equipe                       | Tempo    |
| 1. | Javier Moreno        | Delko-Marseille Provence-KTM | 6h45m27s |
| 2. | Thomas Lebas         | Kinan Cycling Team           | + 23s    |
| 3. | Nikolay Mihaylov     | Delko-Marseille Provence-KTM | + 35s    |
| 4. | Salim Kipkemboi      | Bike Aid                     | + 38s    |
| 5. | Eddie van Heerden    | África do Sul                | + 49s    |
| 6. | Quentin Pacher       | Vital Concept                | + 53s    |
| 7. | Delio Fernández      | Delko-Marseille Provence-KTM | + 55s    |
| 8. | Davide Rebellin      | Sovac-Natura4Ever            | + 58s    |
| 9. | Elias Van Breussegem | Verandas Willems-Crelan      | + 1m00s  |
| 10. | Gabriel Reguero      | VIB Sports                   | + 1m01s  |

### 4.ª etapa
| \| Classificação por etapas \| Classificação por etapas \| Classificação por etapas \| Classificação por etapas \| Classificação por etapas \| \| Ciclista \| Ciclista \| Equipe \| Tempo \| \| \| ------------------------ \| ------------------------ \| ----------------------------- \| ------------------------ \| ------------------------ \| \| 1. \| Jakub Mareczko \| Wilier Triestina-Selle Italia \| 2h06m45s \| \| \| 2. \| Bryan Coquard \| Vital Concept \| + 0s \| \| \| 3. \| Aidis Kruopis \| Verandas Willems-Crelan \| + 0s \| \| \| 4. \| Mohd Hariff Saleh \| Terengganu Cycling Team \| + 0s \| \| \| 5. \| Michael Goolaerts \| Verandas Willems-Crelan \| + 0s \| \| \| 6. \| Luca Pacioni \| Wilier Triestina-Selle Italia \| + 0s \| \| \| 7. \| Ken-Levi Eikeland \| Interpro Stradalli \| + 0s \| \| \| 8. \| Mounir Makhchoun \| VIB Sports \| + 0s \| \| \| 9. \| Lucas Carstensen \| Bike Aid \| + 0s \| \| \| 10. \| Irwandie Lakasek \| Terengganu Cycling Team \| + 0s \| \| |                   |                               |          |
| |                   |                               |          |
| Fonte: ProCyclingStats |                   |                               |          |
| Classificação por etapas |                   |                               |          |
| Ciclista | Ciclista          | Equipe                        | Tempo    |
| 1. | Jakub Mareczko    | Wilier Triestina-Selle Italia | 2h06m45s |
| 2. | Bryan Coquard     | Vital Concept                 | + 0s     |
| 3. | Aidis Kruopis     | Verandas Willems-Crelan       | + 0s     |
| 4. | Mohd Hariff Saleh | Terengganu Cycling Team       | + 0s     |
| 5. | Michael Goolaerts | Verandas Willems-Crelan       | + 0s     |
| 6. | Luca Pacioni      | Wilier Triestina-Selle Italia | + 0s     |
| 7. | Ken-Levi Eikeland | Interpro Stradalli            | + 0s     |
| 8. | Mounir Makhchoun  | VIB Sports                    | + 0s     |
| 9. | Lucas Carstensen  | Bike Aid                      | + 0s     |
| 10. | Irwandie Lakasek  | Terengganu Cycling Team       | + 0s     |

## Classificações finals

### Classificação geral final
| \| Classificação geral \| Classificação geral \| Classificação geral \| Classificação geral \| Classificação geral \| \| Ciclista \| Ciclista \| Equipe \| Tempo \| \| \| ------------------- \| ------------------- \| ---------------------------- \| ------------------- \| ------------------- \| \| 1. \| Javier Moreno \| Delko-Marseille Provence-KTM \| 8h52m32s \| \| \| 2. \| Thomas Lebas \| Kinan Cycling Team \| + 3s \| \| \| 3. \| Nikolay Mihaylov \| Delko-Marseille Provence-KTM \| + 15s \| \| \| 4. \| Salim Kipkemboi \| Bike Aid \| + 17s \| \| \| 5. \| Quentin Pacher \| Vital Concept \| + 33s \| \| \| 6. \| Gabriel Reguero \| VIB Sports \| + 41s \| \| \| 7. \| Bryan Coquard \| Vital Concept \| + 43s \| \| \| 8. \| Eddie van Heerden \| África do Sul \| + 47s \| \| \| 9. \| Jai Crawford \| Kinan Cycling Team \| + 53s \| \| \| 10. \| Delio Fernández \| Delko-Marseille Provence-KTM \| + 55s \| \| |                   |                              |          |
| |                   |                              |          |
| Fonte: ProCyclingStats |                   |                              |          |
| Classificação geral |                   |                              |          |
| Ciclista | Ciclista          | Equipe                       | Tempo    |
| 1. | Javier Moreno     | Delko-Marseille Provence-KTM | 8h52m32s |
| 2. | Thomas Lebas      | Kinan Cycling Team           | + 3s     |
| 3. | Nikolay Mihaylov  | Delko-Marseille Provence-KTM | + 15s    |
| 4. | Salim Kipkemboi   | Bike Aid                     | + 17s    |
| 5. | Quentin Pacher    | Vital Concept                | + 33s    |
| 6. | Gabriel Reguero   | VIB Sports                   | + 41s    |
| 7. | Bryan Coquard     | Vital Concept                | + 43s    |
| 8. | Eddie van Heerden | África do Sul                | + 47s    |
| 9. | Jai Crawford      | Kinan Cycling Team           | + 53s    |
| 10. | Delio Fernández   | Delko-Marseille Provence-KTM | + 55s    |

### Classificações Secundárias
| Classificação da montanha | Classificação da montanha | Classificação da montanha    | Classificação da montanha | Classificação da montanha |
| Ciclista                  | Ciclista                  | Equipe                       | Pontos                    |                           |
| ------------------------- | ------------------------- | ---------------------------- | ------------------------- | ------------------------- |
| 1.                        | Eddie van Heerden         | África do Sul                | 12 pts                    |                           |
| 2.                        | Thomas Lebas              | Kinan Cycling Team           | 11 pts                    |                           |
| 3.                        | Oleksandr Polivoda        | Synergy Baku Cycling Project | 10 pts                    |                           |
| 4.                        | Ken-Levi Eikeland         | Interpro Stradalli           | 10 pts                    |                           |
| 5.                        | Delio Fernández           | Delko-Marseille Provence-KTM | 6 pts                     |                           |
| 6.                        | Javier Moreno             | Delko-Marseille Provence-KTM | 6 pts                     |                           |
| 7.                        | Salim Kipkemboi           | Bike Aid                     | 4 pts                     |                           |
| 8.                        | Gabriel Reguero           | VIB Sports                   | 2 pts                     |                           |
| 9.                        | Davide Rebellin           | Sovac-Natura4Ever            | 2 pts                     |                           |
| 10.                       | Irwandie Lakasek          | Terengganu Cycling Team      | 2 pts                     |                           |

| Classificação da montanha | Classificação da montanha | Classificação da montanha    | Classificação da montanha | Classificação da montanha |
| Ciclista                  | Ciclista                  | Equipe                       | Pontos                    |                           |
| ------------------------- | ------------------------- | ---------------------------- | ------------------------- | ------------------------- |
| 1.                        | Eddie van Heerden         | África do Sul                | 12 pts                    |                           |
| 2.                        | Thomas Lebas              | Kinan Cycling Team           | 11 pts                    |                           |
| 3.                        | Oleksandr Polivoda        | Synergy Baku Cycling Project | 10 pts                    |                           |
| 4.                        | Ken-Levi Eikeland         | Interpro Stradalli           | 10 pts                    |                           |
| 5.                        | Delio Fernández           | Delko-Marseille Provence-KTM | 6 pts                     |                           |
| 6.                        | Javier Moreno             | Delko-Marseille Provence-KTM | 6 pts                     |                           |
| 7.                        | Salim Kipkemboi           | Bike Aid                     | 4 pts                     |                           |
| 8.                        | Gabriel Reguero           | VIB Sports                   | 2 pts                     |                           |
| 9.                        | Davide Rebellin           | Sovac-Natura4Ever            | 2 pts                     |                           |
| 10.                       | Irwandie Lakasek          | Terengganu Cycling Team      | 2 pts                     |                           |

| Classificação por pontos | Classificação por pontos | Classificação por pontos      | Classificação por pontos | Classificação por pontos |
| Ciclista                 | Ciclista                 | Equipe                        | Pontos                   |                          |
| ------------------------ | ------------------------ | ----------------------------- | ------------------------ | ------------------------ |
| 1.                       | Jakub Mareczko           | Wilier Triestina-Selle Italia | 50 pts                   |                          |
| 2.                       | Bryan Coquard            | Vital Concept                 | 44 pts                   |                          |
| 3.                       | Mohd Hariff Saleh        | Terengganu Cycling Team       | 34 pts                   |                          |
| 4.                       | Luca Pacioni             | Wilier Triestina-Selle Italia | 28 pts                   |                          |
| 5.                       | Michael Goolaerts        | Verandas Willems-Crelan       | 27 pts                   |                          |
| 6.                       | Salim Kipkemboi          | Bike Aid                      | 26 pts                   |                          |
| 7.                       | Javier Moreno            | Delko-Marseille Provence-KTM  | 21 pts                   |                          |
| 8.                       | Thomas Lebas             | Kinan Cycling Team            | 20 pts                   |                          |
| 9.                       | Jérémy Leveau            | Delko-Marseille Provence-KTM  | 18 pts                   |                          |
| 10.                      | Aidis Kruopis            | Verandas Willems-Crelan       | 18 pts                   |                          |

| Classificação por pontos | Classificação por pontos | Classificação por pontos      | Classificação por pontos | Classificação por pontos |
| Ciclista                 | Ciclista                 | Equipe                        | Pontos                   |                          |
| ------------------------ | ------------------------ | ----------------------------- | ------------------------ | ------------------------ |
| 1.                       | Jakub Mareczko           | Wilier Triestina-Selle Italia | 50 pts                   |                          |
| 2.                       | Bryan Coquard            | Vital Concept                 | 44 pts                   |                          |
| 3.                       | Mohd Hariff Saleh        | Terengganu Cycling Team       | 34 pts                   |                          |
| 4.                       | Luca Pacioni             | Wilier Triestina-Selle Italia | 28 pts                   |                          |
| 5.                       | Michael Goolaerts        | Verandas Willems-Crelan       | 27 pts                   |                          |
| 6.                       | Salim Kipkemboi          | Bike Aid                      | 26 pts                   |                          |
| 7.                       | Javier Moreno            | Delko-Marseille Provence-KTM  | 21 pts                   |                          |
| 8.                       | Thomas Lebas             | Kinan Cycling Team            | 20 pts                   |                          |
| 9.                       | Jérémy Leveau            | Delko-Marseille Provence-KTM  | 18 pts                   |                          |
| 10.                      | Aidis Kruopis            | Verandas Willems-Crelan       | 18 pts                   |                          |

| Classificação dos jovens | Classificação dos jovens | Classificação dos jovens | Classificação dos jovens | Classificação dos jovens |
| Ciclista                 | Ciclista                 | Equipe                   | Tempo                    |                          |
| ------------------------ | ------------------------ | ------------------------ | ------------------------ | ------------------------ |
| 1.                       | Salim Kipkemboi          | Bike Aid                 | 8h52m49s                 |                          |
| 2.                       | Senne Leysen             | Verandas Willems-Crelan  | + 2m16s                  |                          |
| 3.                       | Hamza Mansouri           | Sovac-Natura4Ever        | + 2m52s                  |                          |
| 4.                       | Alexey Voloshin          | Vino-Astana Motors       | + 2m53s                  |                          |
| 5.                       | Masahiro Ishigami        | Japão                    | + 2m57s                  |                          |
| 6.                       | Shoi Matsuda             | Japão                    | + 3m32s                  |                          |
| 7.                       | Dilmurdjon Siddikov      | Uzbequistão              | + 3m53s                  |                          |
| 8.                       | Ryan Harris              | África do Sul            | + 5m04s                  |                          |
| 9.                       | Oussama Mansouri         | Sharjah Team             | + 5m38s                  |                          |
| 10.                      | Semyon Sevastyanov       | Uzbequistão              | + 6m22s                  |                          |

| Classificação dos jovens | Classificação dos jovens | Classificação dos jovens | Classificação dos jovens | Classificação dos jovens |
| Ciclista                 | Ciclista                 | Equipe                   | Tempo                    |                          |
| ------------------------ | ------------------------ | ------------------------ | ------------------------ | ------------------------ |
| 1.                       | Salim Kipkemboi          | Bike Aid                 | 8h52m49s                 |                          |
| 2.                       | Senne Leysen             | Verandas Willems-Crelan  | + 2m16s                  |                          |
| 3.                       | Hamza Mansouri           | Sovac-Natura4Ever        | + 2m52s                  |                          |
| 4.                       | Alexey Voloshin          | Vino-Astana Motors       | + 2m53s                  |                          |
| 5.                       | Masahiro Ishigami        | Japão                    | + 2m57s                  |                          |
| 6.                       | Shoi Matsuda             | Japão                    | + 3m32s                  |                          |
| 7.                       | Dilmurdjon Siddikov      | Uzbequistão              | + 3m53s                  |                          |
| 8.                       | Ryan Harris              | África do Sul            | + 5m04s                  |                          |
| 9.                       | Oussama Mansouri         | Sharjah Team             | + 5m38s                  |                          |
| 10.                      | Semyon Sevastyanov       | Uzbequistão              | + 6m22s                  |                          |

| Classificação por equipes | Classificação por equipes    | Classificação por equipes | Classificação por equipes |
| Equipe                    | Equipe                       | Tempo                     |                           |
| ------------------------- | ---------------------------- | ------------------------- | ------------------------- |
| 1.                        | Delko-Marseille Provence-KTM | 26h38m26s                 |                           |
| 2.                        | Vital Concept                | + 2m05s                   |                           |
| 3.                        | Bike Aid                     | + 2m53s                   |                           |
| 4.                        | Vérandas Willems-Crelan      | + 4m21s                   |                           |
| 5.                        | Sovac-Natura4Ever            | + 4m51s                   |                           |
| 6.                        | Minsk Cycling Club           | + 5m25s                   |                           |
| 7.                        | VIB Sports                   | + 5m32s                   |                           |
| 8.                        | África do Sul                | + 7m34s                   |                           |
| 9.                        | Japão                        | + 8m04s                   |                           |
| 10.                       | Synergy Baku Project         | + 8m15s                   |                           |

| Classificação por equipes | Classificação por equipes    | Classificação por equipes | Classificação por equipes |
| Equipe                    | Equipe                       | Tempo                     |                           |
| ------------------------- | ---------------------------- | ------------------------- | ------------------------- |
| 1.                        | Delko-Marseille Provence-KTM | 26h38m26s                 |                           |
| 2.                        | Vital Concept                | + 2m05s                   |                           |
| 3.                        | Bike Aid                     | + 2m53s                   |                           |
| 4.                        | Vérandas Willems-Crelan      | + 4m21s                   |                           |
| 5.                        | Sovac-Natura4Ever            | + 4m51s                   |                           |
| 6.                        | Minsk Cycling Club           | + 5m25s                   |                           |
| 7.                        | VIB Sports                   | + 5m32s                   |                           |
| 8.                        | África do Sul                | + 7m34s                   |                           |
| 9.                        | Japão                        | + 8m04s                   |                           |
| 10.                       | Synergy Baku Project         | + 8m15s                   |                           |

## Classificações UCI
A carreira atribui o mesmo número de pontos para o UCI Asia Tour de 2018 e o Classificação mundial UCI (para todos os corredores).
| Posição             | 1   | 2  | 3  | 4  | 5  | 6  | 7  | 8  | 9  | 10 |
| Classificação geral | 125 | 85 | 70 | 60 | 50 | 40 | 35 | 30 | 25 | 20 |
| Por etapas          | 14  | 5  | 3  |    |    |    |    |    |    |    |
| Líder               | 3   |    |    |    |    |    |    |    |    |    |

| Classificação | Classificação     | Classificação                 | Classificação | Classificação | Classificação | Classificação |
| Pos           | Corredor          | Equipa                        | Geral         | Etapa         | Líder         | Total         |
| ------------- | ----------------- | ----------------------------- | ------------- | ------------- | ------------- | ------------- |
| 1.º           | Javier Moreno     | Delko Marselle Provence KTM   | 125           | 3             | 3             | 131           |
| 2.º           | Thomas Lebas      | Kinan                         | 85            | 5             | -             | 90            |
| 3.º           | Salim Kipkemboi   | Bike Aid                      | 60            | 14            | -             | 74            |
| 4.º           | Nikolay Mihaylov  | Delko Marselle Provence KTM   | 70            | -             | -             | 70            |
| 5.º           | Quentin Pacher    | Vital Concept                 | 50            | -             | -             | 50            |
| 6.º           | Bryan Coquard     | Vital Concept                 | 35            | 10            | -             | 45            |
| 7.º           | Gabriel Reguero   | VIB Sports                    | 40            | -             | -             | 40            |
| 8.º           | Eddie van Heerden | África do Sul                 | 30            | -             | -             | 30            |
| 9.º           | Jakub Mareczko    | Wilier Triestina-Selle Italia | -             | 28            | -             | 28            |
| 10.º          | Jai Crawford      | Kinan                         | 25            | -             | -             | 25            |

## Evolução das classificações
| Etapas                | Vencedor              | Classificação geral | Classificação por pontos | Classificação da montanha | Classificação das jovens | Classificação por equipas    |
| --------------------- | --------------------- | ------------------- | ------------------------ | ------------------------- | ------------------------ | ---------------------------- |
| 1                     | Julien Morice         | Julien Morice       | Julien Morice            | Sem posição               | Senne Leysen             | Vital Concept                |
| 2                     | Jakub Mareczko        | Julien Morice       | Jakub Mareczko           | Ken-Levi Eikeland         | Senne Leysen             | Vital Concept                |
| 3                     | Salim Kipkemboi       | Javier Moreno       | Salim Kipkemboi          | Eddie van Heerden         | Salim Kipkemboi          | Delko Marseille Provence KTM |
| 4                     | Jakub Mareczko        | Javier Moreno       | Jakub Mareczko           | Eddie van Heerden         | Salim Kipkemboi          | Delko Marseille Provence KTM |
| Classificações finals | Classificações finals | Javier Moreno       | Jakub Mareczko           | Eddie van Heerden         | Salim Kipkemboi          | Delko Marseille Provence KTM |